# Filipstads stadshotell
Filipstads stadshotell var ett stadshotell i Filipstad som uppfördes 1869 till 1870 efter ritningar av C.J. Westergaard. Byggnaden revs 1976.